# SFX (Zeitschrift)
SFX ist eine britische Science-Fiction-, Horror- und Fantasy-Zeitschrift.

## Geschichte
Das Magazin wurde von Future Publishing herausgebracht und befasst sich mit Themen aus dem Science-Fiction-, Horror- und Fantasybereich. In dem Magazin wird über derartige Sendungen im Fernsehen, Filme, DVDs, Bücher, Comics, Spiele, Merchandising und mehr berichtet. SFX steht für Science-Fiction „+ X“, wobei das „X“ nicht näher definiert ist. Das Magazin wurde von Dave Golder und Matt Bielby gegründet. Die allererste Ausgabe des Magazins erschien im Juni 1995. Im August 2014 wurde die 250. Ausgabe des Magazins veröffentlicht. Neben den regulären monatlichen Ausgaben erscheinen auch Spezialausgaben des Magazins, die sich mit einem bestimmten Thema beschäftigen, beispielsweise Comic-Helden oder Doctor Who. Die verkaufte Auflage beträgt im Durchschnitt 25.000 Hefte.

## SFX Awards
Seit 1997 werden jährlich die SFX-Awards vergeben. Die Gewinner werden größtenteils von den Lesern der Zeitschrift gewählt. Nur in einigen wenigen Kategorien, wie z. B. „Breakout of the Year“, bestimmt die Redaktion die Gewinner. Die Awards wurden von 2010 bis 2012 am SFX Weekender, einem britischen Science-Fiction-Festival, vergeben. In diesen Jahren war das SFX-Magazin Gastgeber des SFX Weekender. Nach Ausscheiden des SFX-Magazins als Gastgeber wurde das Festival im Jahr 2013 in Sci-Fi Weekender umbenannt.

## Deutschsprachige Ausgabe
1997 erschien die deutschsprachige Ausgabe des Magazins im Heel Verlag. In dem Magazin wurde über Filme, Comics, Spiele und Serien aus dem Science-Fiction-, Horror- und Fantasybereich berichtet. Jedoch wurde die Produktion nach nur drei Ausgaben beendet. Das Magazin schloss sich mit der Zeitschrift Space View zusammen, auf deren Titelseiten für einige Zeit der Hinweis „Jetzt vereinigt mit SFX“ veröffentlicht wurde.